# Eucera pannonica
Eucera pannonica är en biart som beskrevs av Alexander Mocsáry 1878.
Eucera pannonica ingår i släktet långhornsbin, och familjen långtungebin. Inga underarter finns listade i Catalogue of Life.